# Geophaps smithii
La paloma de Smith (Geophaps smithii) es una especie de ave columbiforme de la familia Columbidae endémica de Australia.

## Distribución y hábitat
La paloma de Smith se encuentra únicamente en el norte de Australia. Su hábitats naturales son las zonas de matorral seco y los herbazales tropicales. Está amenazada por la pérdida de hábitat.